# Пузырчатка средняя
Пузырчатка средняя, или Пузырчатка промежуточная (лат. Utriculária intermedia) — водное хищное растение, относящееся к роду Пузырчатка (Utricularia) семейства Пузырчатковые (Lentibulariaceae).

## Название
Родовое латинское название происходит от лат. Utriculus — «пузырек», по полым пузырькам-ловушкам на листьях; русскоязычное является смысловым переводом латинского.
Видовой эпитет отражает размеры растения (побеги около 30 см длиной), более крупного, чем Пузырчатка малая (Utricularia minor) (стебли 5–20 см), но существенно меньшего чем Пузырчатка большая (Utricularia major) (побеги до 150 см длиной).

## Ботаническое описание

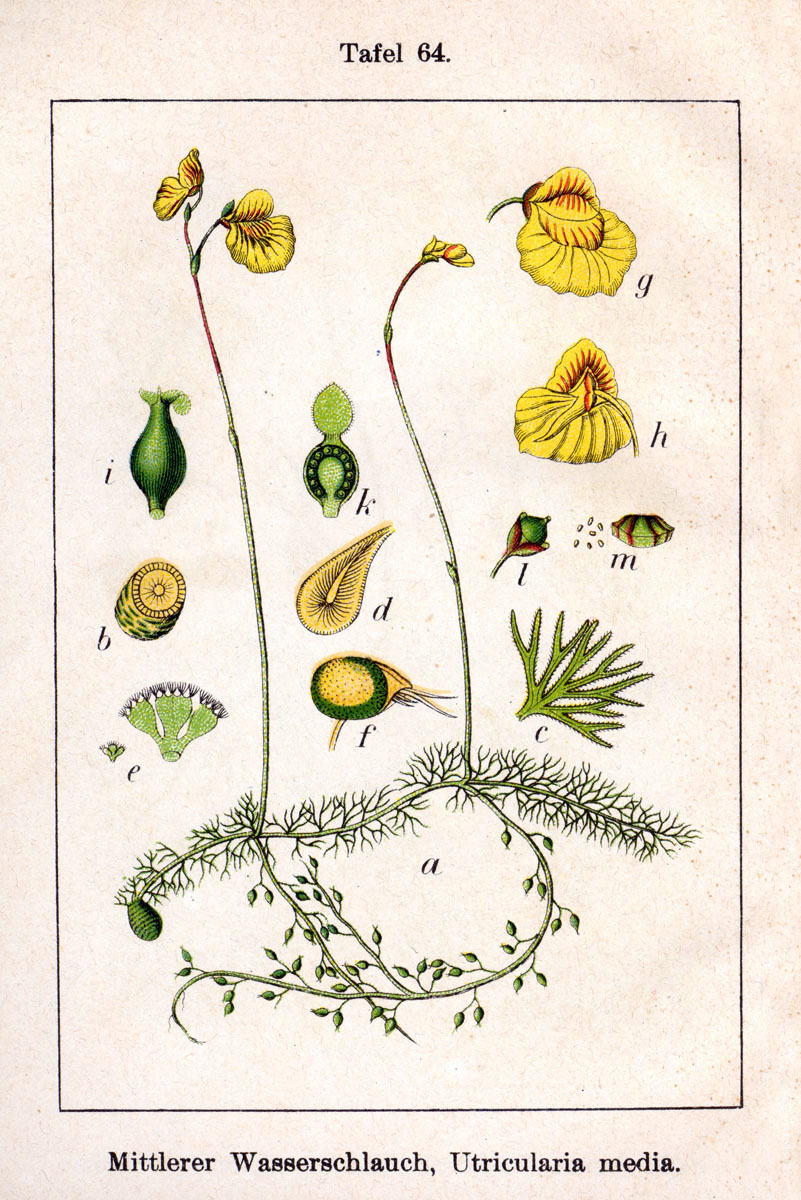

Многолетнее травянистое растение-гидатофит с плавающими или лежачими стеблями 10–30 см длиной.
Вегетативные побеги двух типов — часть с двурядно расположенными в одной плоскости листьями без ловчих пузырьков (изредка встречаются одиночные пузырьки). Листья длиной 5–12 мм, тройчато-раздельные, рассечённые на линейные доли. Второй тип — с недоразвитыми бесцветными нитевидными листьями, простыми и двух-трёхраздельными, с косо-яйцевидными ловчими пузырьками 3–5 мм длиной на концах.
Цветоносные стебли (стрелки) 10–20 см высотой с 2–6 цветками на цветоножках длиной 1–1,5 см, при основании имеющих маленькие прицветники. Чашелистики яйцевидные, верхний — заостренный, нижний с выемкой на верхушке. Венчик около 15 мм в поперечнике, светло-жёлтый с оранжевыми полосками. Верхняя губа широкояйцевидная, вдвое длиннее выпуклой части нижней губы. Нижняя губа округлая, по краям плоская. Пыльники около 2 мм, изогнутые. Пестик относительно длинный, завязь шаровидная, железистая.
Хромосомное число 2n = 44.

## Распространение и экология
Ареал охватывает Скандинавию, Среднюю и Атлантическую Европу, западное Средиземноморье (север Италии), Северо-восточный Китай, Корею, Японию, Среднюю Азию и Северную Америку.
На территории России произрастает от арктических регионов (Чукотка, Анадырь) до южного Кавказа, на Европейской части, в Западной и Восточной Сибири, на Дальнем Востоке.
Встречается в небольших водоёмах со стоячей водой, на мокрых торфяных и гипновых болотах.

## Классификация

### Таксономическое положение
- Utricularia intermedia Hayne, 1798, Bot. Bilderb. 3: 104

Вид Пузырчатка средняя относится к роду Пузырчатка (Utricularia) семейства Пузырчатковые (Lentibulariaceae) порядка Ясноткоцветные (Lamiales), который включается в кладу Ламииды, последовательно входящую в более крупные клады Астериды →Суперастериды → Эвдикоты → Цветковые растения. Таксономическая схема в соответствии с Системой APG IV по состоянию на декабрь 2023 года:
|  |                          |  |                                   |                                   |                         |  | еще 23 семейства | еще 23 семейства |                        |  |  |  | еще 270 подтвержденных видов и 23 таксона, ожидающих подтверждения |
|  |                          |  |                                   |                                   |                         |  | еще 23 семейства | еще 23 семейства |                        |  |  |  | еще 270 подтвержденных видов и 23 таксона, ожидающих подтверждения |
|  |                          |  |                                   | порядок Ясноткоцветные            |                         |  |                  |                  | род Пузырчатка         |  |  |  |                                                                    |
|  |                          |  |                                   | порядок Ясноткоцветные            |                         |  |                  |                  | род Пузырчатка         |  |  |  |                                                                    |
|  | клада Цветковые растения |  |                                   |                                   | семейство Пузырчатковые |  |                  |                  | вид Пузырчатка средняя |  |  |  |                                                                    |
|  | клада Цветковые растения |  |                                   |                                   | семейство Пузырчатковые |  |                  |                  |                        |  |  |  |                                                                    |
|  |                          |  | ещё 63 порядка цветковых растений | ещё 63 порядка цветковых растений |                         |  |                  | еще 2 рода       | еще 2 рода             |  |  |  |                                                                    |
|  |                          |  |                                   | ещё 63 порядка цветковых растений |                         |  |                  |                  | еще 2 рода             |  |  |  |                                                                    |

### Синонимы
- Lentibularia intermedia (Hayne) Nieuwl. & Lunell
- Utricularia alpina Georgi
- Utricularia grafiana W.D.J.Koch
- Utricularia intermedia var. terrestries Glück
- Utricularia media Schumach.
- Utricularia millefolia Nutt. ex Tuck.